# Simone Perrotta
Simone Perrotta (Ashton-under-Lyne, 17 september 1977) is een voormalig Italiaans voetballer. Hij won in 2006 het WK met Italië.
Perrotta begon zijn carrière in het seizoen 1995/96 voor Reggina in de Italiaanse Serie B. Na drie seizoenen kwam hij voor Juventus in de Serie A te spelen. Bij Juventus wist hij echter niet door te breken. Na een teleurstellend seizoen vertrok hij daarom naar AS Bari. Toen Bari na Perrotta's tweede seizoen naar de Serie B degradeerde, vertrok hij naar Chievo Verona.
Onder coach Luigi Delneri presteerde Chievo in deze tijd boven verwachting goed. Ook de loopbaan van Perrotta neemt een vogelvlucht: in 2003 komt hij in beeld bij het Italiaans elftal. Hoewel hij is geboren en opgegroeid (tot zijn zesde jaar) in Engeland heeft hij de Italiaanse nationaliteit. Op het EK 2004 speelde hij voor Italië alle wedstrijden mee.
Prompt koopt AS Roma hem over voor 7.2 miljoen euro. Op het WK in Duitsland was Perrotta basisspeler bij Italië en speelde hij eveneens alle wedstrijden mee. In juni 2013 maakte hij kenbaar een punt achter zijn loopbaan als voetballer te hebben gezet. Perrotta hoopte wel bij Roma in een andere rol actief te blijven. "Ik wilde graag stoppen als "ex-speler van Roma", niet van om het even welke andere club. Hopelijk kan ik iets anders voor de club gaan doen." Perrotta heeft 48 interlands achter zijn naam staan waarin in hij tweemaal trefzeker was.

## Clubstatistieken
| seizoen | club          | competitie | duels | goals |
| ------- | ------------- | ---------- | ----- | ----- |
| 1995/96 | Reggina       | Serie B    | 22    | 0     |
| 1996/97 | Reggina       | Serie B    | 29    | 0     |
| 1997/98 | Reggina       | Serie B    | 26    | 1     |
| 1998/99 | Juventus      | Serie A    | 5     | 0     |
| 1999/00 | AS Bari       | Serie A    | 31    | 1     |
| 2000/01 | AS Bari       | Serie A    | 25    | 0     |
| 2001/02 | Chievo Verona | Serie A    | 32    | 4     |
| 2002/03 | Chievo Verona | Serie A    | 32    | 1     |
| 2003/04 | Chievo Verona | Serie A    | 31    | 1     |
| 2004/05 | AS Roma       | Serie A    | 30    | 3     |
| 2005/06 | AS Roma       | Serie A    | 35    | 5     |
| 2006/07 | AS Roma       | Serie A    | 34    | 8     |
| 2007/08 | AS Roma       | Serie A    | 29    | 5     |
| 2008/09 | AS Roma       | Serie A    | 25    | 5     |
| 2009/10 | AS Roma       | Serie A    | 32    | 5     |
| 2010/11 | AS Roma       | Serie A    | 26    | 3     |
| 2011/12 | AS Roma       | Serie A    | 19    | 0     |
| 2012/13 | AS Roma       | Serie A    | 16    | 2     |